# Ludwig Mond

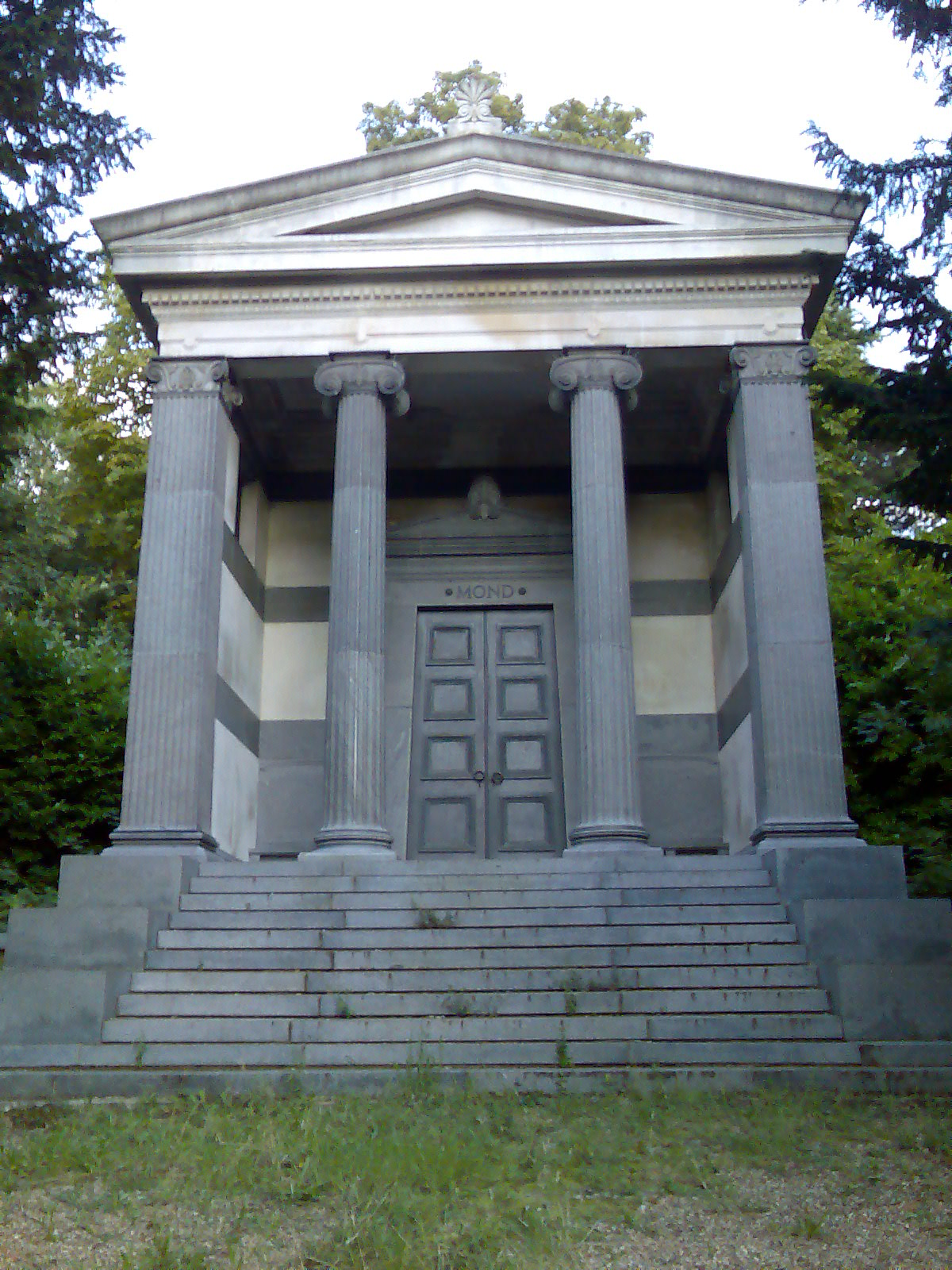
Monds mausoleum, St Pancras and Islington Cemetery.

Ludwig Mond, född 7 mars 1839 i Kassel, död 11 december 1909 i London, var en tysk teknisk kemist och industrialist, till stor del verksam i Storbritannien. Han var far till Alfred Mond, 1:e baron Melchett.

## Biografi
Mond studerade för Adolph Wilhelm Hermann Kolbe och Robert Wilhelm Bunsen i Marburg och Heidelberg, och flyttade 1862 till England för att utarbeta ett förfarande att återvinna svavlet ur sodaåterstoden vid Leblanc-processen för sodaframställning. Där blev han bekant med Ernest Solvay och inrättade i Winnington vid Northwich en ammoniak-soda-fabrik, som utvecklades till världens största sodafabrik.
År 1889 började Mond utarbeta en metod att framställa ammoniak ur kvävehaltiga organiska ämnen, såsom stenkol, brunkol med flera, och lyckades genom förbränning i gasgeneratorer i närvaro av vattenånga att utvinna 50 procent av kolets kväve som ammoniak. Samtidigt bildas därvid den så kallade Mondgasen, bestående av 15 procent koldioxid, 10 procent kolmonoxid, 23 procent vätgas, 49 procent kväve och 3 procent kolväten. Denna gas visade sig mycket användbar som bränsle.
Bland Monds rent kemiska forskningsinsatser är upptäckten av nickelkarbonyl och järnkarbonyl de viktigaste. 1892 grundlade han en ny industri, framställning av kemiskt rent nickel ur nickelmalmer, varvid nickelmetallen omvandlas till nickelkarbonyl. I början av 1900-talet framställdes årligen 3 000 ton ren (99,9-procentig) nickel enligt detta förfarande, som kallas Mond-processen.
Mond använde en stor del av sin betydande förmögenhet till vetenskapliga donationer; han grundlade Davy-Faraday-institutet i London för att främja den vetenskapliga forskningen. Han var ledamot av många akademier och lärda samfund, bland annat Royal Society.